# Pycnostega fumosa
Pycnostega fumosa là một loài bướm đêm trong họ Geometridae.